# Thalassodes charops
Thalassodes charops là một loài bướm đêm trong họ Geometridae.